# Macuilacatl

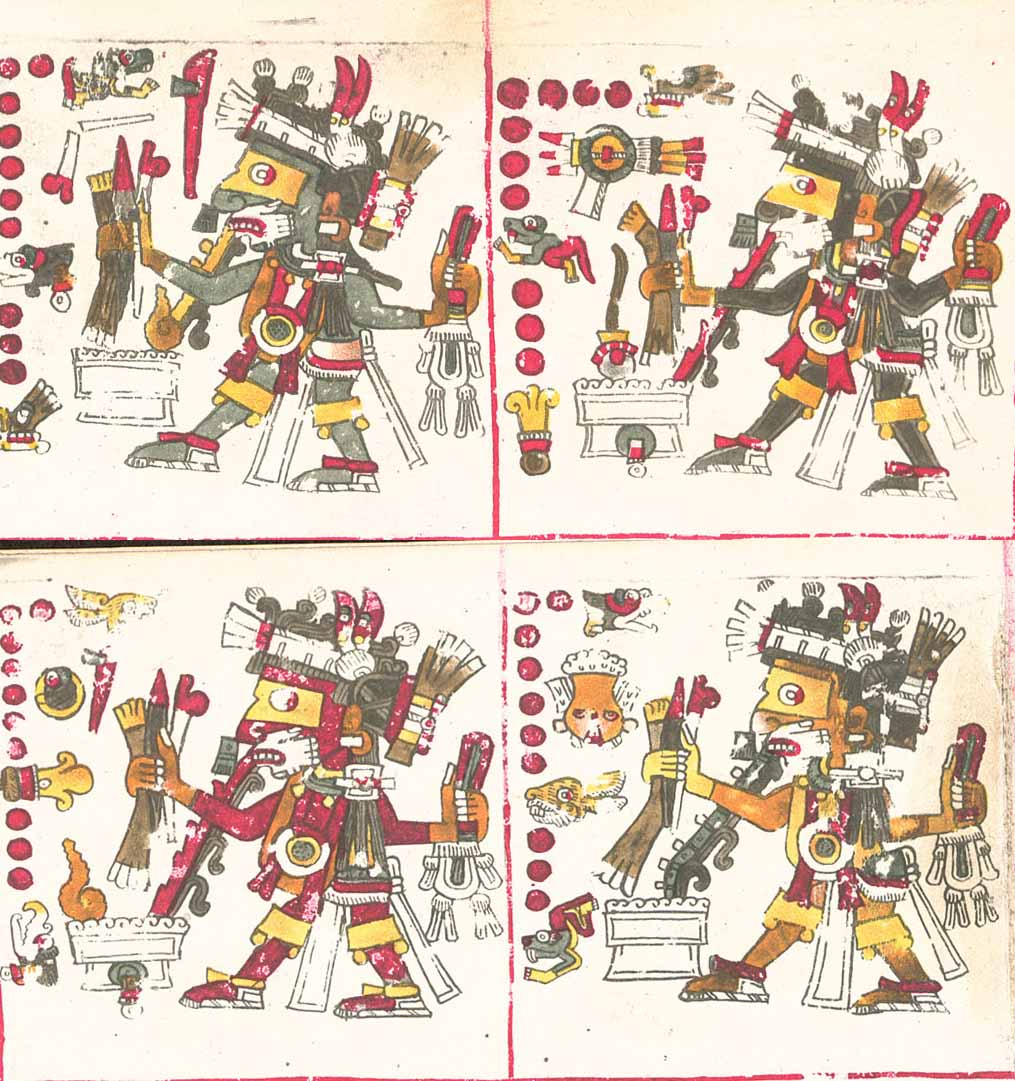
Macuiltonaleque, Códice Borgia.

Macuilacatl (del náhuatl: macuilacatl ‘cinco caña’‘macuilli, cinco; ācatl, caña’) en la mitología mexica es un espíritu masculino encarnado de los hombres que murieron durante las batallas.
Entre los Macuiltonaleque, solo cinco son claramente identificados en el Códice Borgia:
- Macuilcozcacuauhtli (del náhuatl: macuilcōzcacuāuhtli ‘cinco buitre’‘macuilli, cinco; cōzcacuāuhtli, buitre’).
- Macuilcuetzpalin (del náhuatl: macuilcuetzpalin ‘cinco lagartija’‘macuilli, cinco; cuetzpalin, lagartija’).
- Macuilmalinalli (del náhuatl: macuilmalīnalli ‘cinco hierba’‘macuilli, cinco; malīnalli, hierba’).
- Macuiltochtli (del náhuatl: macuiltōchtli ‘cinco conejo’‘macuilli, cinco; tōchtli, conejo’).
- Macuilxóchitl (del náhuatl: macuilxōchitl ‘cinco flor’‘macuilli, cinco; xōchitl, flor’).